# Pierre Claude Pajol
Claude-Pierre Pajol (3 februarie 1772 - 20 martie 1844), conte al Imperiului, a fost un general de cavalerie al epocii războaielor napoleoniene și om politic francez.
1. ↑  Claude Pierre Pajol, Baza de date Léonore, accesat în 9 octombrie 2017
2. 1 2 3  Autoritatea BnF, accesat în 10 octombrie 2015
3. 1 2  Pierre Claude Pajol, SNAC, accesat în 9 octombrie 2017